# Міхаель Глос

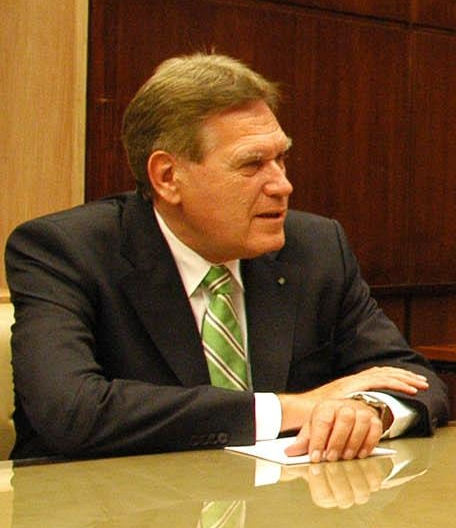
Міхаель Глос

Міхаель Ґлос (нім. Michael Glos; 14 грудня 1944, Брюннау) — німецький державний і політичний діяч. Займав пост міністра економіки і технологій з 22 листопада 2005 до 10 лютого 2009 року.

## Біографія
Після середньої школи, він став учнем мельника і став майстром у 1967 році.
З 1970 року Ґлос є членом ХСС. У 1972 році він був першим головою ХСС його рідному місті Приксенштадті. З 1975 по 1993 рік він був головою ХСС району Кітцинген. З 1976 року входить до складу виконавчої ради ХСС Нижньої Франконії. З тих пір він є членом президентства ХСС Баварії. З 1993 по 2005 рік він був головою ХСС і заступником голови фракції ХДС/ХСС.
З 1972 по 1978, він був депутатом районної ради та Prichsenstadt, з 1975 по 1993, член ради округу (Kreistag) Кітцинген. У 1976 році Ґлос був обраний до Бундестагу.
7 лютого 2009 він подав у відставку як міністр економіки і технологій, яке було спочатку відмовлено головою Бундестагу Горстом Зеегофером, але пізніше прийнято.
Глос одружений, батько двох дітей. Його третя дитина померла в автомобільній аварії недалеко від Мюнхена в 1997 році.